# 国家航天局引力波研究中心
国家航天局引力波研究中心（英語：Graviation Wave Research Center of China National Space Administration），是中华人民共和国首个和目前唯一的国家级的空间引力波探测研究机构，成立于2021年9月26日。该中心直属于国家航天局，依托于中山大学进行建设和运行，位于广东省珠海市香洲区唐家湾镇中山大学珠海校区天琴中心。现主任为中国科学院院士、中山大学原校长罗俊。